# La Manga del Mar Menor
La Manga del Mar Menor o La Manga es una localidad española asentada sobre un cordón litoral situado en el sureste de la península ibérica, en la Región de Murcia y, tras su urbanización en la segunda mitad del siglo xx, es un centro turístico de gran importancia. 
Pertenece a los municipios de Cartagena en su parte sur (desde el kilómetro 0 al kilómetro 3.5) y San Javier en su parte norte (del kilómetro 3.5 hasta el kilómetro 21), que han constituido un consorcio para administrar la zona. La parte situada al norte del canal de las Encañizadas, que da continuidad al cordón litoral, forma parte del espacio protegido de las Salinas y Arenales de San Pedro del Pinatar y pertenece al término municipal de San Pedro del Pinatar.

## Origen geológico
El cordón litoral que forma La Manga es una lengua de tierra que se fue estructurando desde el cuaternario por la colmatación natural de sedimentos arenosos procedentes del norte, especialmente los aportados desde la desembocadura del río Segura, que chocaban contra el cabo de Palos y se iban depositando sobre las elevaciones de tipo volcánico de Calnegre y Monte Blanco, así como los escollos de areniscas terciarias de los promontorios del Pedrucho, Estacio y Punta de Algas, hasta que hace unos dos mil años se cerró casi por completo formando la albufera del Mar Menor.
Además, La Manga es la causante de la formación del Mar Menor. Sus orígenes geológicos se remontan a la Era Cenozoica, cuando se estaban formando las montañas Béticas y el Mar Menor era una bahía abierta al Mar Mediterráneo. 
Como consecuencia de los plegamientos y alzamientos que se desarrollaron hace unos 10 millones de años, la enorme cubeta del Mar Menor recibió gran cantidad de sedimentos procedentes del Campo de Cartagena que fueron colmatando la bahía.
Durante estos últimos 2000 años existieron periodos en los que el nivel del agua sufrió fluctuaciones, de ese modo se considera que en el siglo XVII su nivel sería unos veinte o treinta centímetros superior al actual.

## Geografía

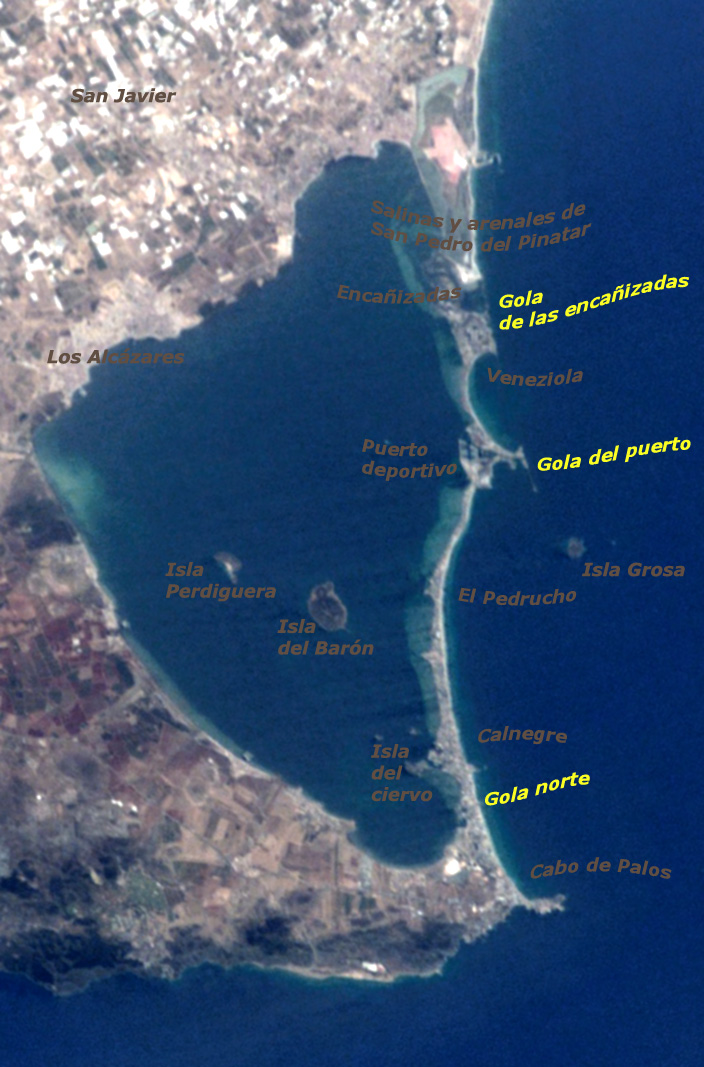
Vista desde un satélite de La Manga del Mar Menor.

El cordón litoral de La Manga forma una lengua de tierra que tiene 21 km de longitud y que se extiende desde el cabo de Palos hasta las Salinas y Arenales de San Pedro del Pinatar. Con una anchura entre 100 y 1200 m separa parcialmente el mar Mediterráneo del Mar Menor.
Su máxima elevación la constituye el afloramiento volcánico de Monte Blanco con una altura de 46 m s. n. m.
Por su situación geográfica, en La Manga aparecen escasas precipitaciones de carácter torrencial, con una temperatura media anual de aproximadamente 18 °C. Cuenta con más de 3000 horas de sol al año.
Al oeste de esta lengua de tierra queda el Mar Menor queda configurado como una Albufera comunicada por unos canales, denominados "golas", por medio de los cuales el agua se intercambia con el mar Mediterráneo que se encuentra al este. La gola central o de El Estacio es una ampliación artificial y proporciona acceso al puerto deportivo, sin embargo existen las golas naturales de Ventorrillo y El Charco en la zona de las encañizadas y la completamente artificial de Marchamalo (o norte) por las que se producen los intercambios entre ambos mares.
La comunicación por carretera se realiza por una única vía, denominada Gran Vía, que la recorre desde Cabo de Palos hasta finalizar en la Punta de los Guzmanes, extremo norte de La Manga que se sitúa en la zona de las encañizadas, esta carretera se inicia al finalizar la vía rápida RM-12 y establece comunicación con las diversas urbanizaciones como Umenor, Monteblanco, el ensanchamiento de Calnegre, el Pedrucho, el Oasis que es donde se encuentra el puerto deportivo con sus embarcaderos, hasta llegar a Veneziola que es la última zona urbanizada. A continuación se encuentran los lindes del parque natural de las Salinas y Arenales de San Pedro del Pinatar.

## Valores naturales

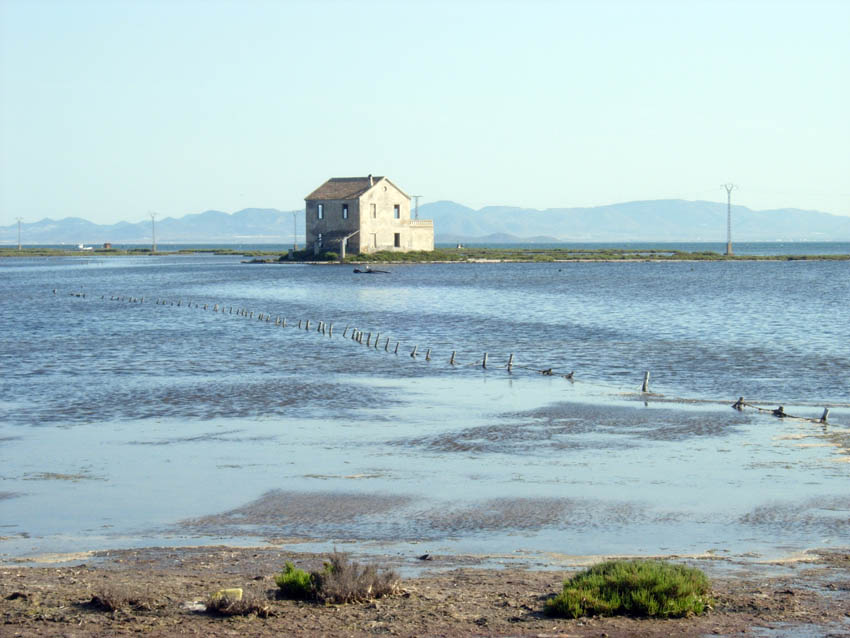
Encañizadas de la zona norte.

Hasta el siglo XVI La Manga estuvo cubierta de una espesa cubierta vegetal formada por un sabinar de sabina de las dunas (Juniperus turbinata), enebro marítimo (Juniperus macrocarpa) y pino carrasco (Pinus halepensis). Este bosque litoral fue arrasado por orden del rey Felipe II para evitar que los piratas berberiscos aprovecharan su espesura para esconderse en él. 
En 1573 el alcalde mayor de Cartagena intentó tender una trampa a los corsarios emboscándose en la vegetación, pero...

«los dichos moros vinieron cubiertos con los ginebros [enebros] y çabinas [sabinas] ... hasta que dieron ençima del alcalde mayor y los demás que con él estavan... los cuales no pudieron hacer ningún efecto con los dichos caballos, que si estovieran talados [árboles y arbustos]... hizieran mucho daño a los dichos moros... que en dicho monte y pinada... dan proa... y se esconden... y por ser tan espesos los montes no se pueden hallar.». (Archivo Municipal de Cartagena).

En 1582 las autoridades pensaron en una solución radical: eliminar toda la vegetación de la Manga del Mar Menor, porque así 

“se descubriría mejor la dicha Manga y podrían andar seguros... y descubrir las entradas y salidas de los enemigos, qu´están cubiertas por el dicho pinar y leña”(Archivo Municipal de Cartagena).

Pese a perder gran parte de su cubierta vegetal originaria durante el siglo XVI, La Manga conservó una buena representación de la vegetación dunar costera hasta la década de 1960, cuando se comenzó un imparable desarrollo urbanístico que terminó con la mayor parte de sus valores naturales. 
La vegetación característica de La Manga estaría compuesta por especies típicas de dunas como el  barrón (Ammophila arenaria), la margarita marítima (Asteriscus maritimus), el cardo marino (Eryngium maritimum)y la azucena de mar (Pancratium maritimum). Son especialmente destacables los escasos ejemplares de la esparraguera del Mar Menor (Asparagus macrorrhizus), una especie endémica del entorno de la laguna y en peligro crítico de extinción, con la mayor parte de sus ejemplares en solares urbanizables del entorno de Veneziola, así como la zanahoria marítima (Echinophora spinosa). Además, aparecerían otras especies, no específicas de ecosistemas dunares, como el cambrón (Lycium intricatum), el lentisco (Pistacia lentiscus) e iberoafricanismos como el oroval (Withania frutescens) y el cornical (Periploca angustifolia). 
Por lo que respecta a los antiguos sabinares descritos en el siglo XVI, de la sabina de las dunas (Juniperus turbinata), en peligro de extinción, sólo quedan escasos ejemplares en el parque natural de las Salinas y Arenales de San Pedro del Pinatar, mientras que el enebro marítimo (Juniperus macrocarpa) se encuentra totalmente extinguido en las costas de la Región de Murcia. 

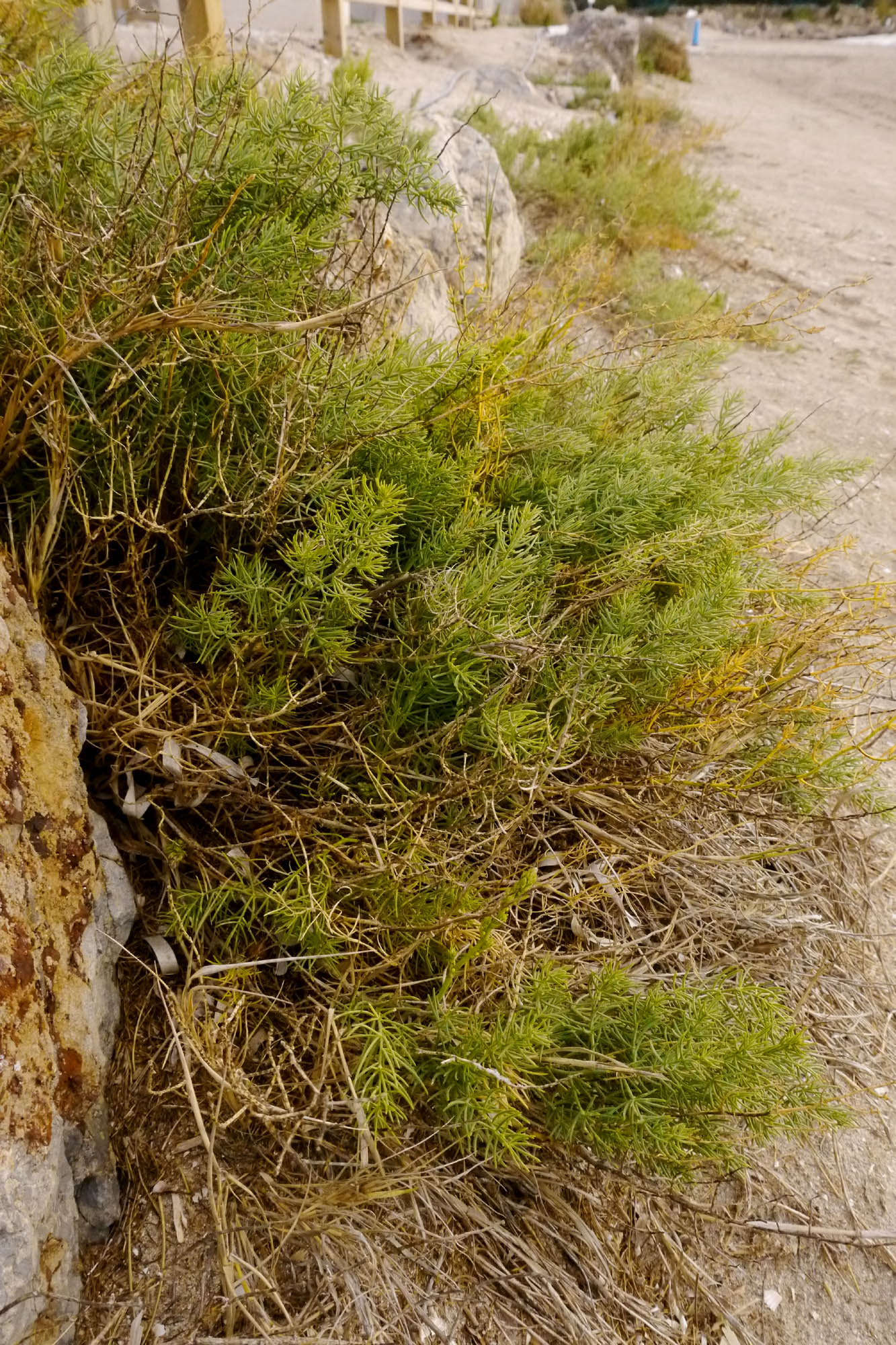
esparraguera del Mar Menor en Veneziola, especie en peligro crítico de extinción.
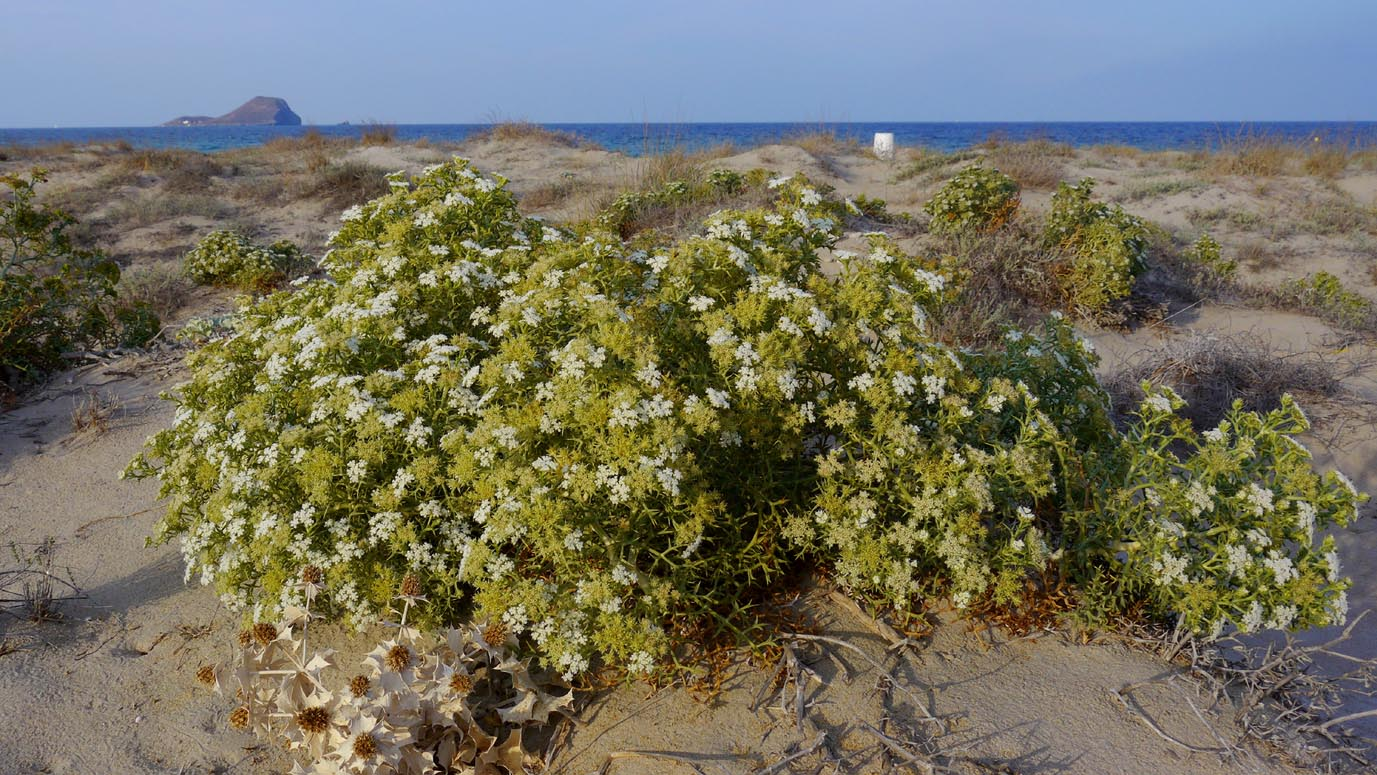
zanahoria marítima (Echinophora spinosa) en un solar de La Manga.
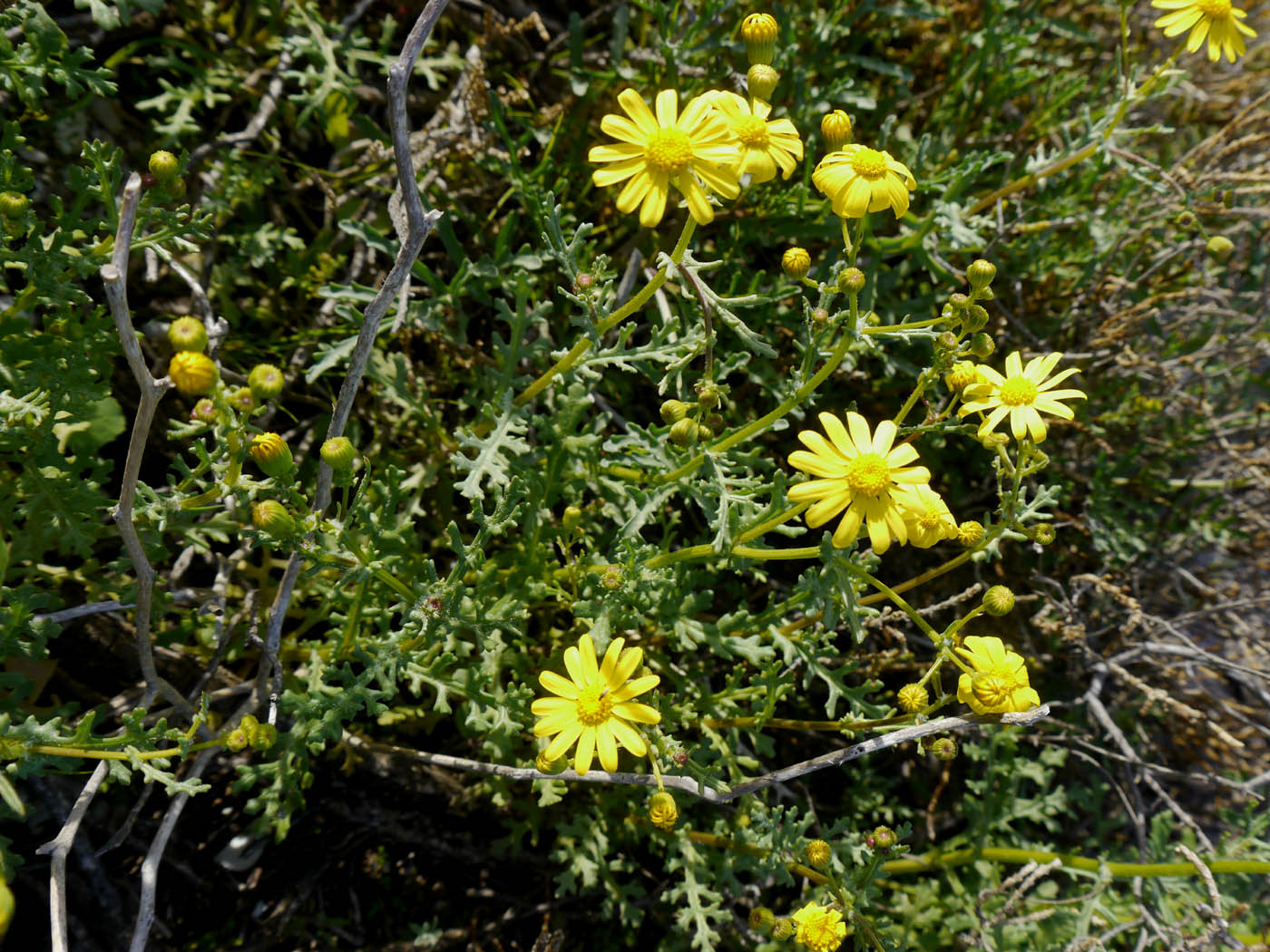
Senecio glaucus en un arenal al norte de La Manga.
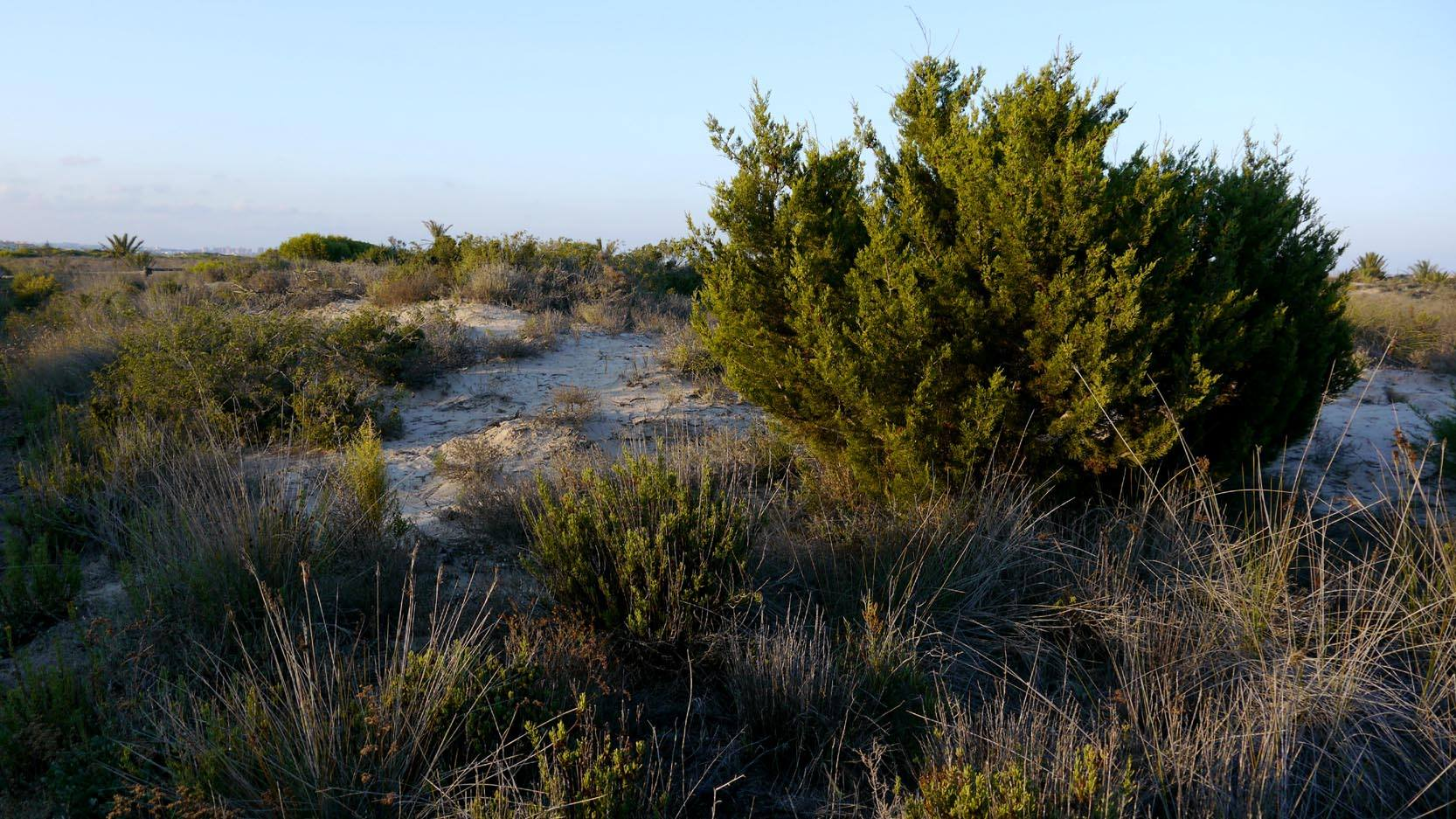
Sabina de las dunas (Juniperus turbinata) en los arenales de San Pedro del Pinatar, representativo de lo que pudo ser la antigua cubierta vegetal de La Manga.
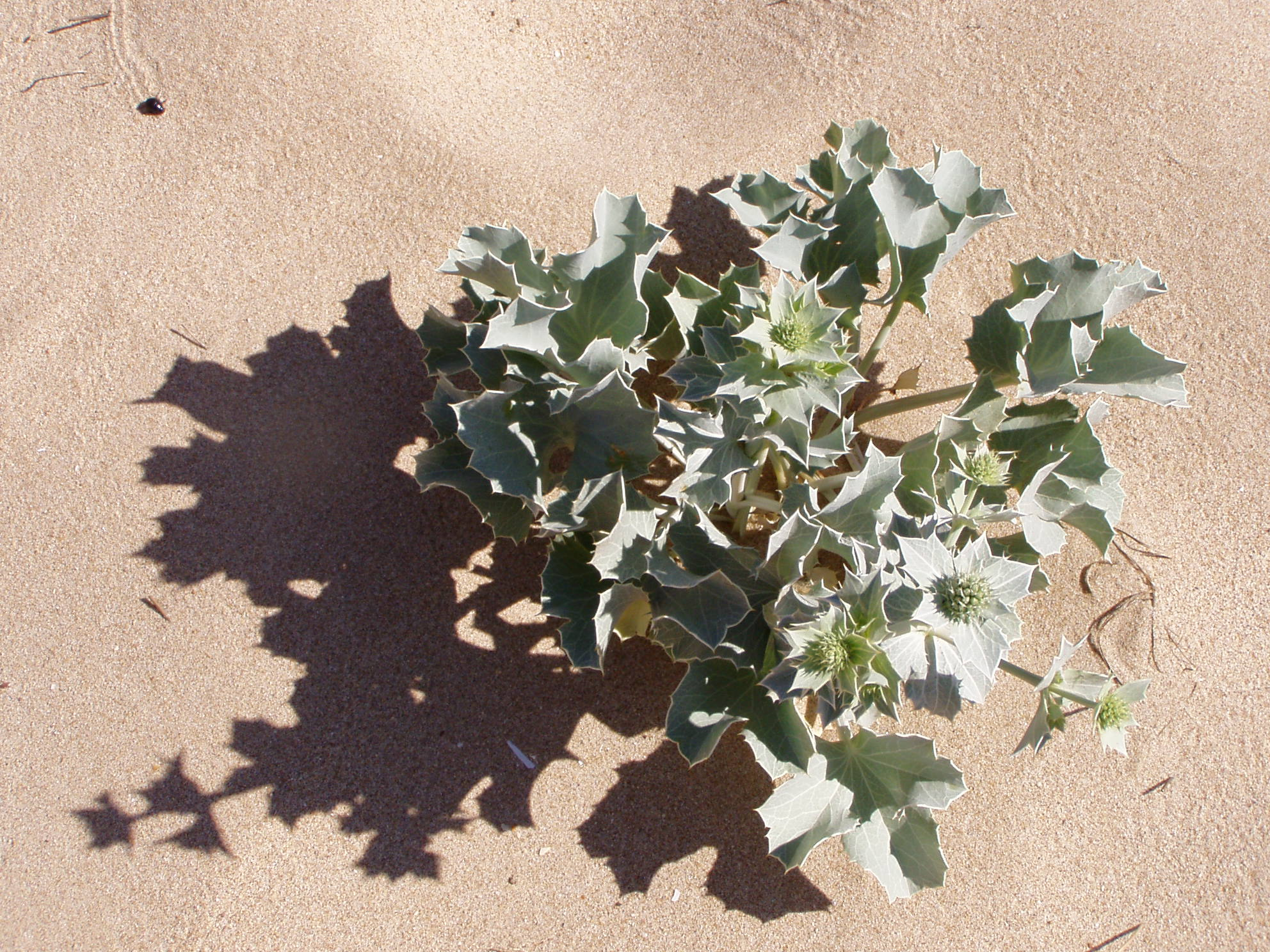
cardo marítimo (Eryngium maritimum).
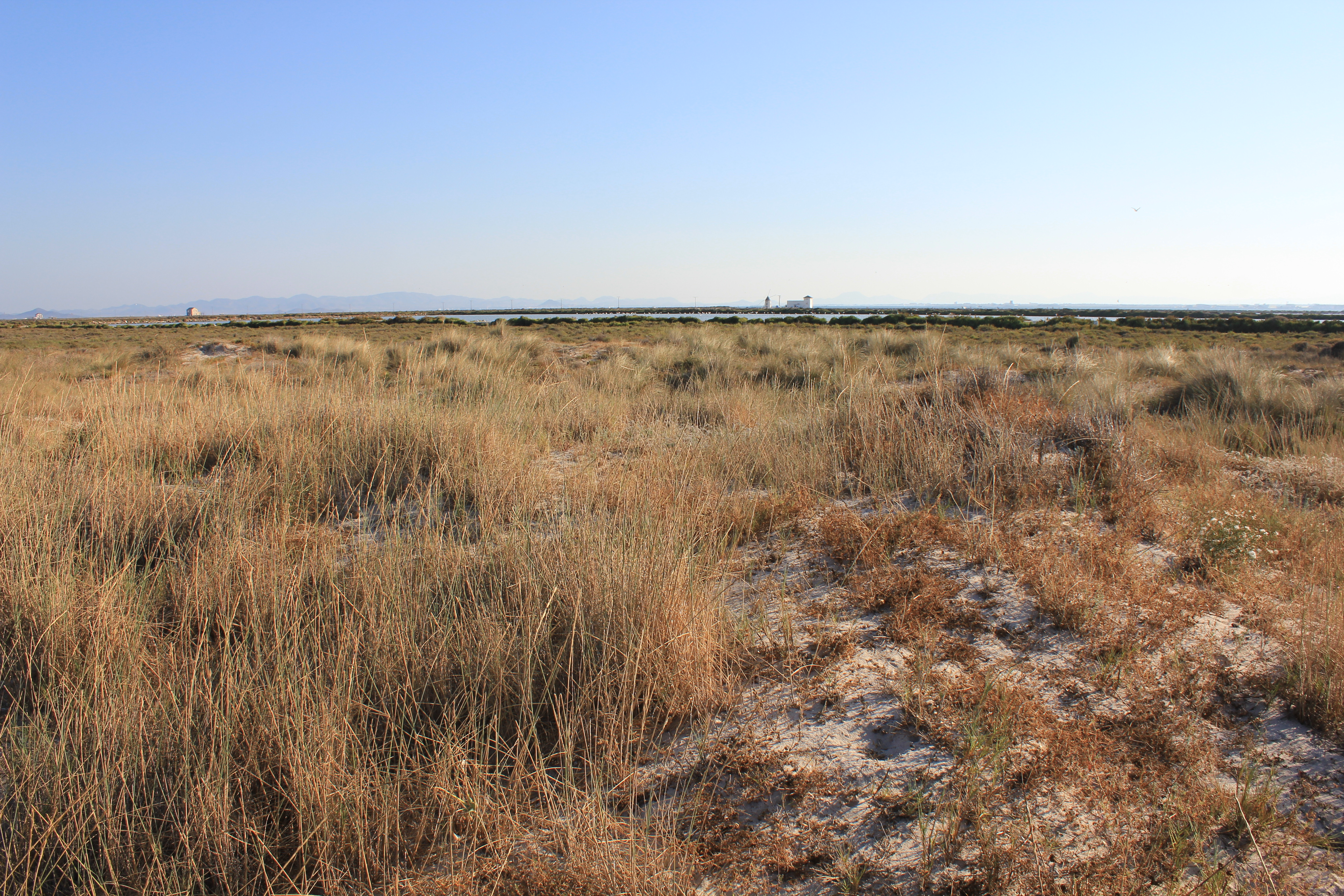
Arenales con barrón (Ammophila arenaria).

En cuanto a la fauna que habitó La Manga en tiempos históricos, el libro de la montería de Alfonso XI de Castilla menciona en el siglo XIV la presencia de jabalíes (Sus scrofa) en Cabo de Palos y de venados (Cervus elaphus) en La Manga.

"El monte de Cabo de Palos es muy buen monte de Puerco en invierno, e este monte es cerca de la mar. E cerca deste monte está una isla, que entra en la mar: e dura bien una legua, e hay en ella muchos venados". Libro de Montería de Alfonso XI. siglo XIV

Hasta la mitad del siglo XX, las tortugas bobas (Caretta caretta) venían a desovar en sus arenas y la foca monje (Monachus monachus) habitaba sus playas.

### Zonas protegidas
Esta zona de tierras de sedimentación estaba formada por dunas y vegetación de matorrales que llegaron con pocos cambios hasta los años 1960, década en la cual el paraje fue promocionado para el turismo y las grandes construcciones comenzaron paulatinamente a poblar el paisaje considerando su posición estratégica entre dos mares.
En la actualidad, la mayor parte del espacio de La Manga es terreno urbano y sólo se conservan pequeñas manchas de lo que fue su vegetación originaria y los ciervos y jabalíes han desaparecido por completo. 
Algunas áreas han sido protegidas y en ella es posible hacerse una cierta idea de lo que fueron los paisajes originarios de La Manga del Mar Menor:  
- El parque natural de las Salinas y Arenales de San Pedro del Pinatar se encuentra en el límite norte de La Manga y es el mejor espacio representativo de los diversos ecosistemas que formaron en la antigüedad este cordón litoral. Se encuentra protegido con la categoría de parque natural, así como Lugar de Importancia Comunitaria y Zona de Especial Protección para las Aves dentro de la Red Natura 2000 de la Unión Europea.

- Las salinas de Marchamalo se sitúan en el extremo sur de La Manga y se encuentran incluidas dentro de los denominados Espacios abiertos e islas del Mar Menor, protegidos con categoría de parque natural, así como LIC. Las salinas son el hábitat de un pez endémico del sureste en peligro de extinción, el fartet (Aphanius iberus), y acoge poblaciones de diferentes aves acuáticas, como el flamenco (Phoenicopterus roseus) o la gaviota de adouin (Larus Audouinii). Entre la vegetación que se protege en este espacio protegido destacan las especies halófitas que crecen sobre terrenos salinos, como la lechuga de mar (Limonium cossonianum), la Sosa alacranera (Sarcocornia fruticosa), la sosa (Suaeda vera) o la esparraguera del Mar Menor (Asparagus macrorrhizus), en peligro crítico de extinción.

- En la playa de las Amoladeras, también incluidas dentro de los Espacios abiertos e islas del Mar Menor se protege un mínimo resto de la antigua vegetación típica de las dunas, con especies propias de estos ecosistemas como el cuernecillo de mar (Lotus creticus), siempreviva amarilla (Helichrysum stoechas), el barrón (Ammophila arenaria), la azucena marítima (Pancratium maritimum) o el cardo marítimo (Eryngium maritimum). En 2012 se llevaron a cabo en este espacio de las Amoladeras tareas de restauración ambiental que incluyeron la retirada de especies invasoras, acacias principalmente, y la plantación de numerosos ejemplares de sabina de las dunas (Juniperus turbinata), desaparecida de esta zona desde tiempos remotos, y lentisco (Pistacia lentiscus).

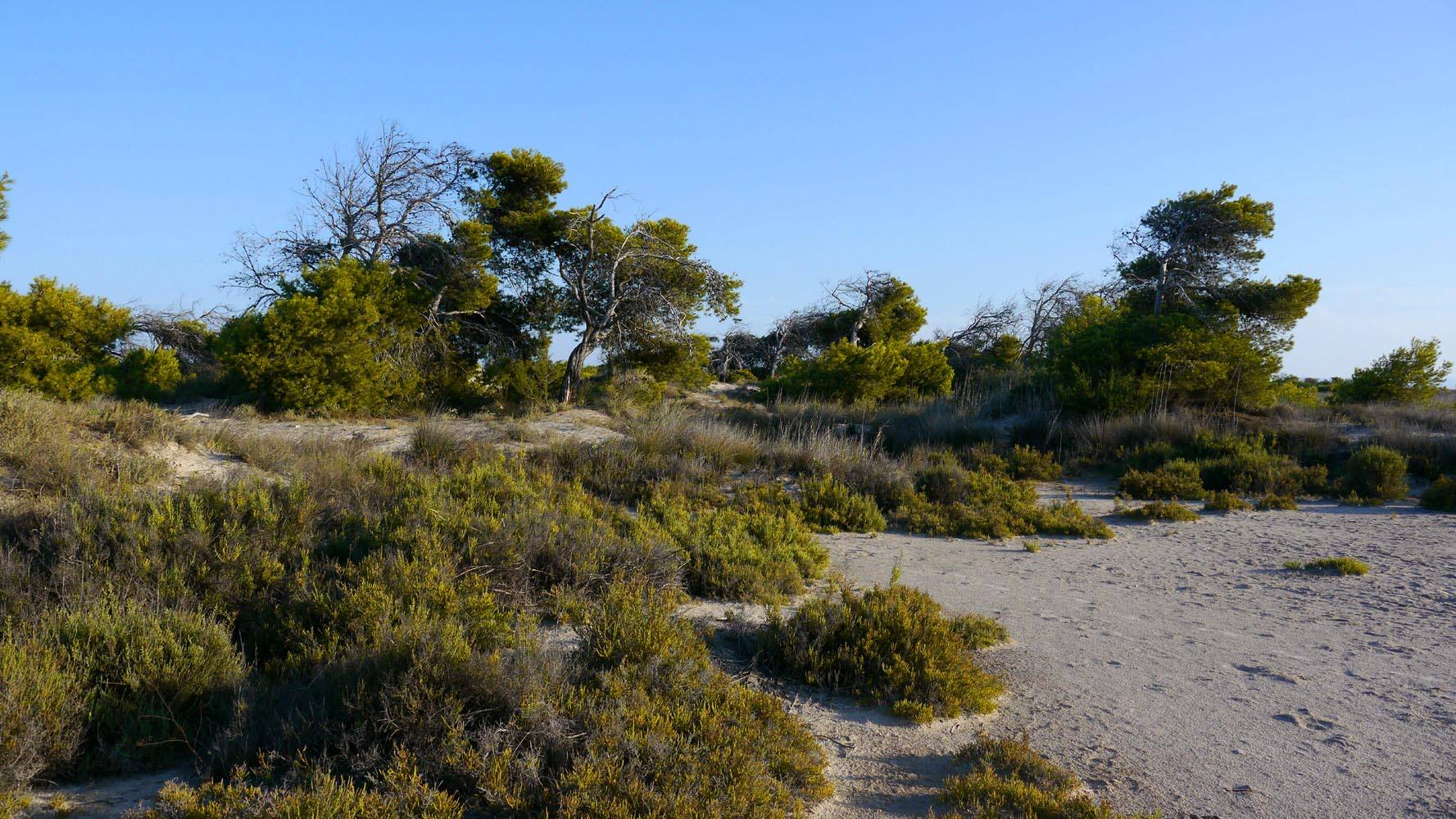
Arenales de San Pedro del Pinatar, una imagen de la apariencia que pudo tener La Manga antes de su desarrollo urbanístico.
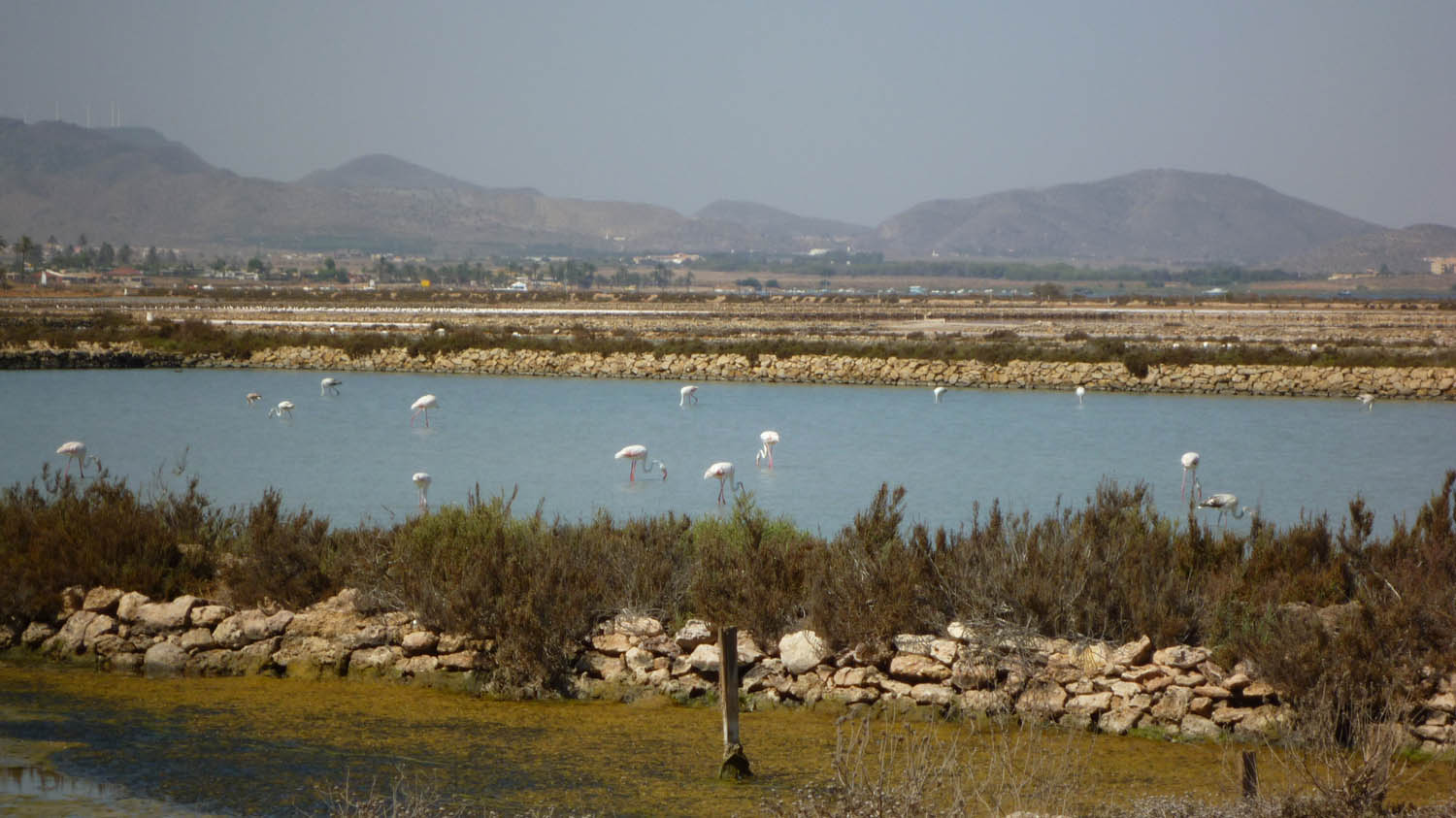
Flamencos (Phoenicopterus roseus) en las salinas de Marchamalo.
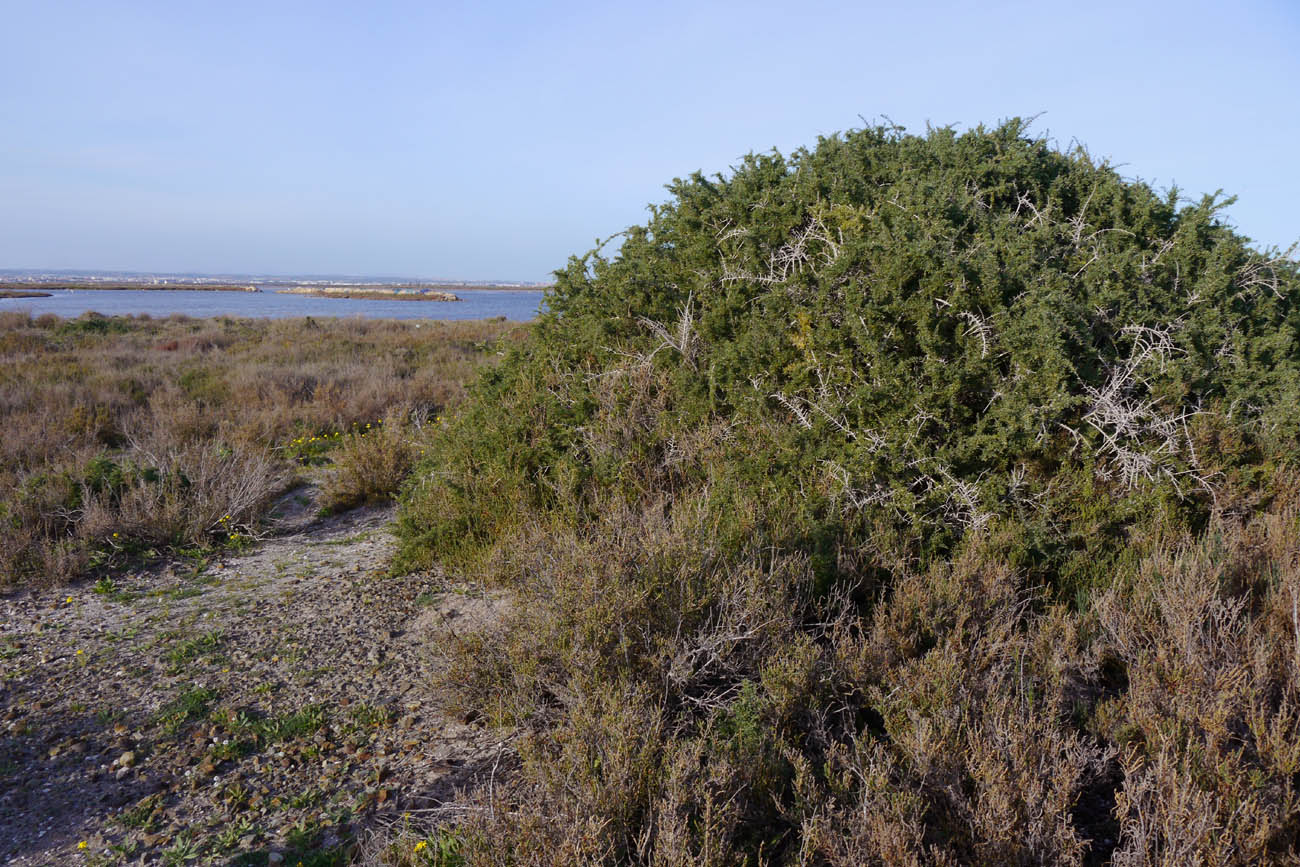
Cambrón (Lycium intricatum) en las encañizadas al norte de La Manga, en el límite sur del Parque Natural de las salinas y arenales de San Pedro del Pinatar.
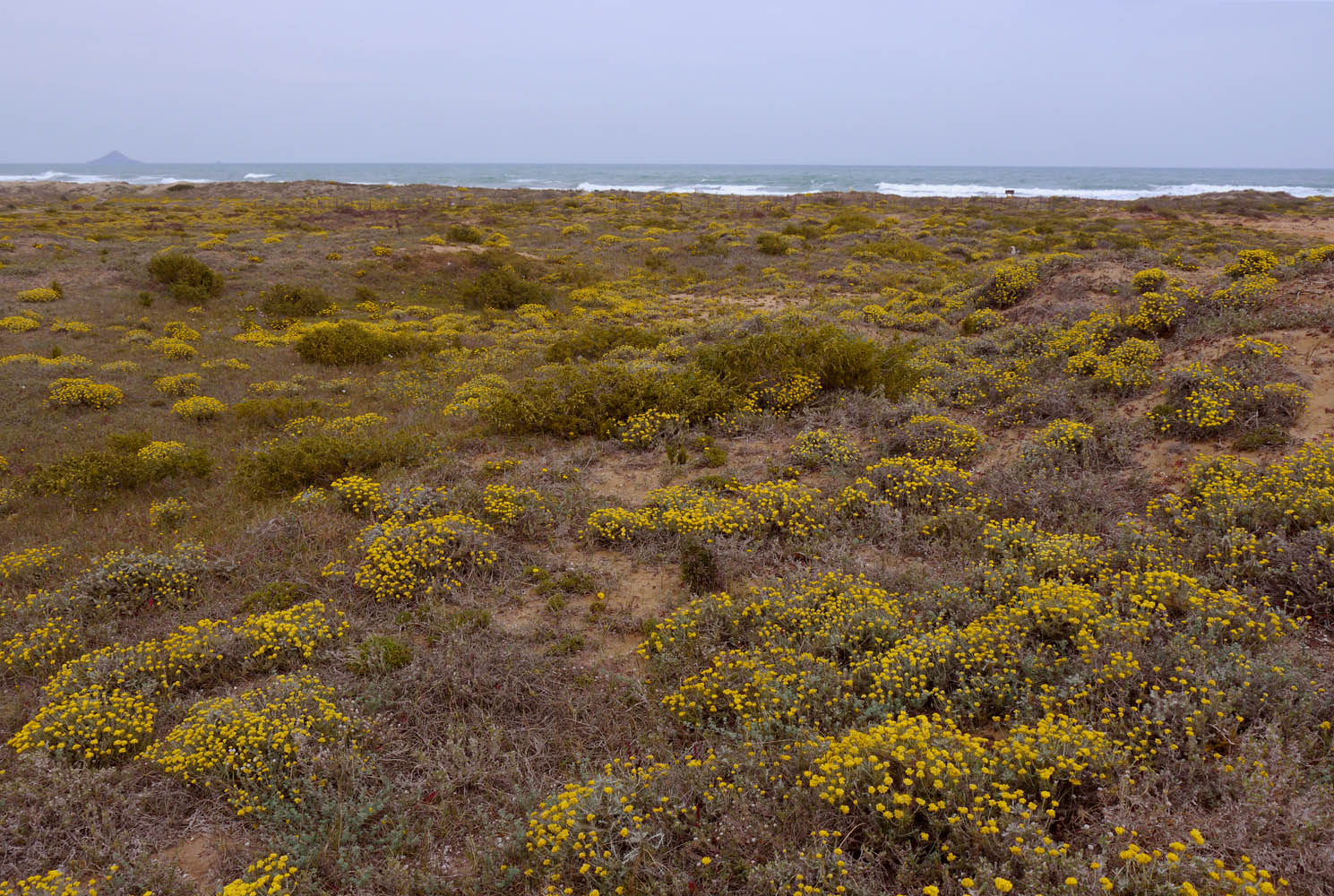
Vegetación dunar en la playa de las Amoladeras.

## Problemas medioambientales
En La Manga se llevó a cabo un proceso de urbanización desmesurado que ha dado pie a problemas medioambientales, como la desaparición de dunas y playas naturales, la desecación de lagunas, los continuos dragados, la eliminación de valores paisajísticos y la pérdida de biodiversidad o incluso la alteración de las condiciones ambientales originales del Mar Menor, como la salinidad.
Las playas del Mar Menor padecen las consecuencias de la degradación de la albufera, provocada por el cambio de un modelo de agricultura de secano a una agricultura de regadío en el entorno, que vierte nitratos y produce eutrofización, desarrollando la llamada "sopa verde", dándose la anoxia o ausencia de oxígeno que ocasiona a veces la muerte de peces de la laguna salada.

## Playas

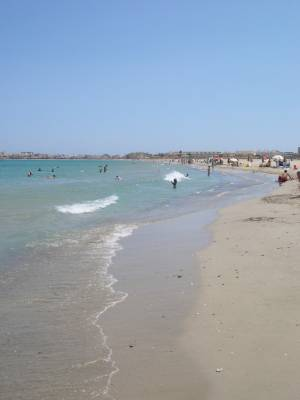
Playas de la Manga del Mar Menor.

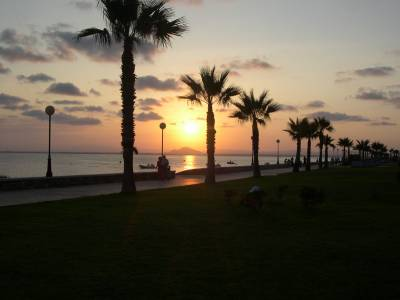
Atardecer en La Manga.

Las playas de las que dispone este accidente geográfico son:

### En el municipio deCartagena
| Denominación            | Aguas            |
| ----------------------- | ---------------- |
| Playa Las Amoladeras    | Mar Mediterráneo |
| Playa del Barco Perdido | Mar Mediterráneo |
| Playa de Galúa          | Mar Mediterráneo |
| Playa de Calnegre       | Mar Mediterráneo |
| Cala del Pino           | Mar Menor        |
| Playa Cavanna           | Mar Menor        |
| Playa La Gola           | Mar Menor        |
| Playa Puerto Bello      | Mar Menor        |
| Playa El Vivero         | Mar Menor        |
| Playa Alemanes          | Mar Menor        |

### En el municipio deSan Javier
| Denominación                      | Aguas            |
| --------------------------------- | ---------------- |
| Playa de Calnegre                 | Mar Mediterráneo |
| Banco del Tabal                   | Mar Mediterráneo |
| Playa del Pedrucho                | Mar Mediterráneo |
| Playa El Arenal                   | Mar Mediterráneo |
| Playa del Estacio                 | Mar Mediterráneo |
| Escollera de Levante              | Mar Mediterráneo |
| Ensenada del Esparto              | Mar Mediterráneo |
| Playa del Pudrimel                | Mar Mediterráneo |
| Esculls de la Llana y Encañizadas | Mar Mediterráneo |
| Punta de los Guzmanes             | Mar Menor        |
| Playa de Veneciola                | Mar Menor        |
| Playa Chica                       | Mar Menor        |
| Escollera de Poniente             | Mar Menor        |
| Playa Mistral                     | Mar Menor        |
| Playa de Matasgordas              | Mar Menor        |
| Playa Las Antillas                | Mar Menor        |
| Playa El Pedruchillo              | Mar Menor        |
| Playa de Poniente                 | Mar Menor        |
| Playa de El Galán                 | Mar Menor        |
| Playa de Lebeche                  | Mar Menor        |
| Playa Aliseos                     | Mar Menor        |
| Playa de La Isla                  | Mar Menor        |

## Islas
En ambos lados del cordón litoral existen varias islas de origen volcánico:
| - Isla Perdiguera - Isla Mayor, o Isla del Barón - Isla del Ciervo - Isla del Sujeto - Isla Redonda o Rondella | - Isla Grosa - Islas Hormigas - Islote Farallón |

## Historia

### Prehistoria

#### Yacimiento neolítico de Las Amoladeras
La presencia del hombre más antigua documentada en La Manga se remonta al periodo Eneolítico, ya que se han encontrado vestigios de un poblado de esa época en la playa de las Amoladeras. En este espacio se ha documentado y excavado un poblamiento prehistórico, del final del Neolítico y la Edad del Cobre, datado entre el 2500 y el 1800 antes de Cristo.  Dicho poblamiento, en opinión del profesor García del Toro, estaría constituido por una serie de cabañas circulares, rodeadas por un muro fortificado, similar al existente en el Cabezo del Plomo de Mazarrón. Estaría habitado por una sociedad de cazadores y recolectores, especialmente centrada en la pesca y marisqueo. Algunos objetos procedentes de las excavaciones realizadas en este espacio pueden verse en el Museo Arqueológico Municipal de Cartagena. Desde 1987 está declarado como bien de interés cultural (BIC)

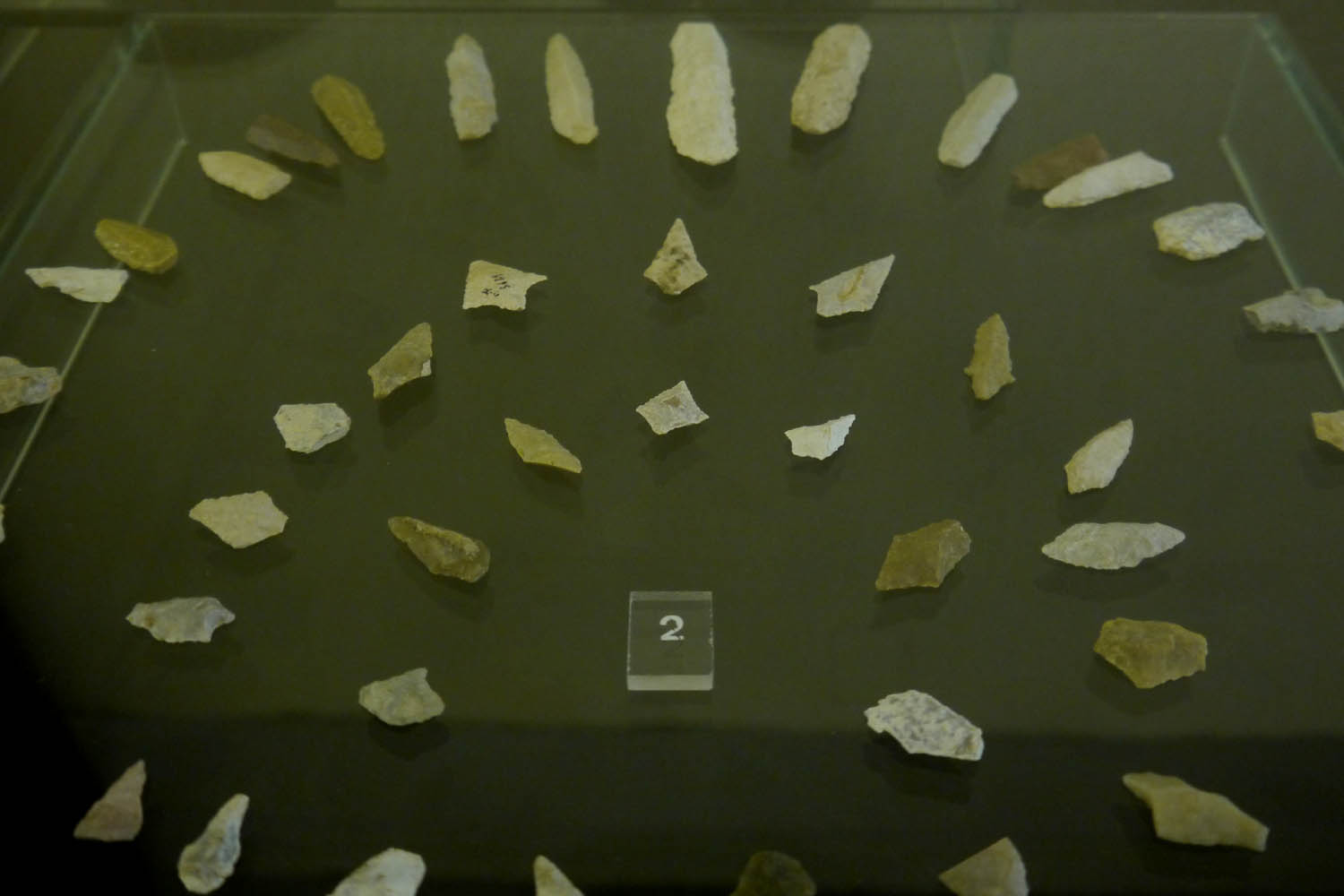
Puntas de flecha neolíticas procedentes de Las Amoladeras.
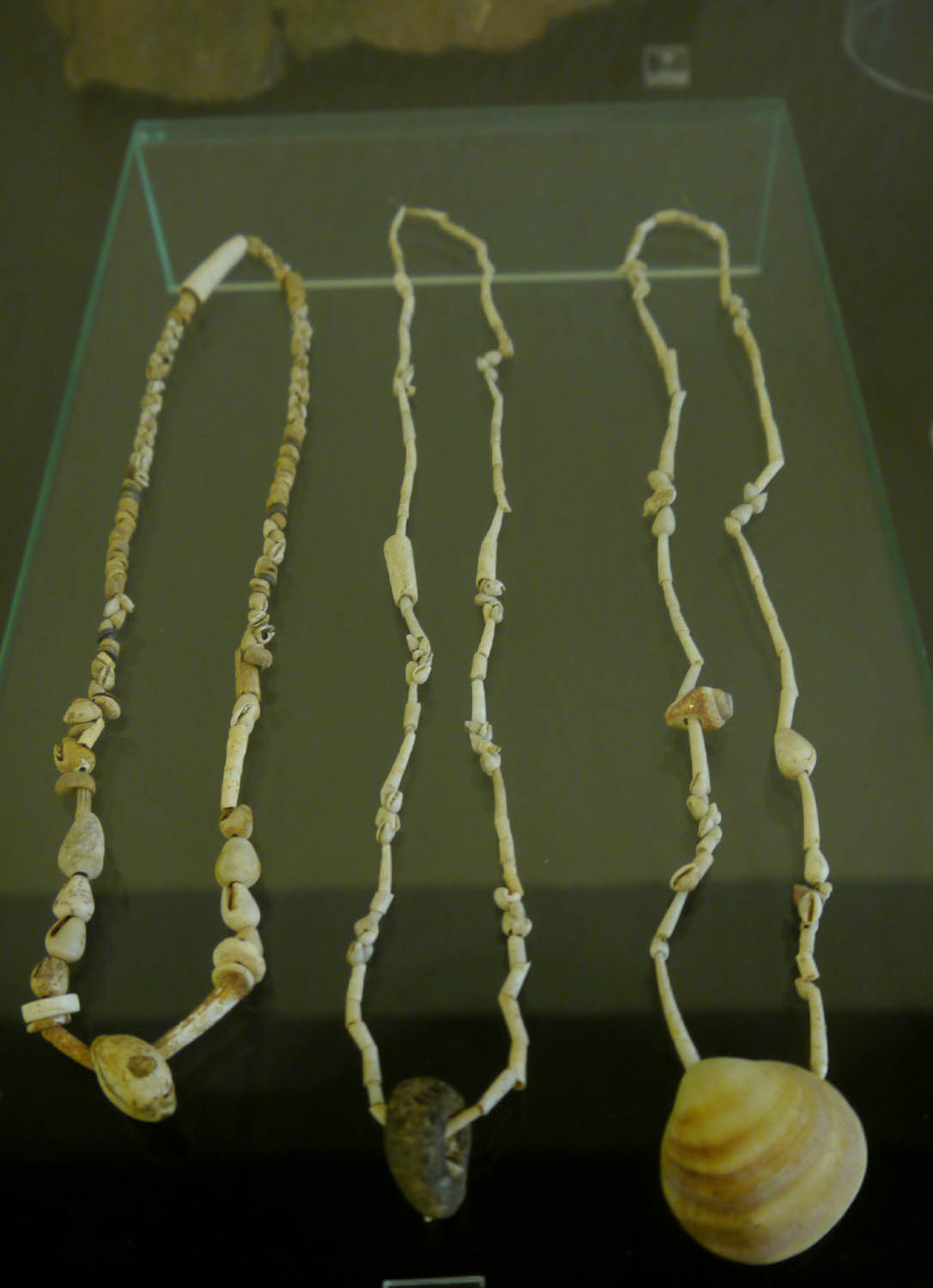
Collares neolíticos procedentes de Las Amoladeras.

#### Poblado de la Edad del Bronce en la Cala del Pino
En 1987, una excavación arqueológica de urgencia verificó la presencia de un asentamiento prehistórico sobre el cerro de Calnegre, el promontorio que domina la Cala del Pino. Los restos cerámicos y otros materiales recogidos permitieron datar el yacimiento entre los siglos XIII y XI a. C. (Bronce tardío-final), que consistía en un poblado dotado de murallas de piedra y un bastión. En 2011, la Dirección General de Bellas Artes y Bienes Culturales adoptó una resolución dotándolo de protección jurídica, publicada en el Boletín Oficial de la Región de Murcia.

### Antigüedad
En la antigüedad, el cordón litoral de La Manga no cerraba completamente el paso al Mar Menor, lo cual permitía la navegabilidad de la laguna durante el periodo de las colonizaciones fenicias, griegas y romanas. Un ejemplo de estas rutas marítimas a través de La Manga lo constituye el poblado ibérico de Los Nietos, junto al Mar Menor, descubierto en los años sesenta y que en el siglo IV a. C. ejercía el papel de base comercial de la zona en la que se intercambiaban productos derivados de la minería por mercancías procedentes de Grecia, Campania y el Mediterráneo oriental.
También es conocido que las naves fenicias y romanas utilizaron El Estacio como zona de atraque, existiendo restos arqueológicos en Punta de Pudrimel, El Estacio y el Bajo de la Campana, así como restos de pecios romanos en San Ferreol.

### Edad Media y Moderna

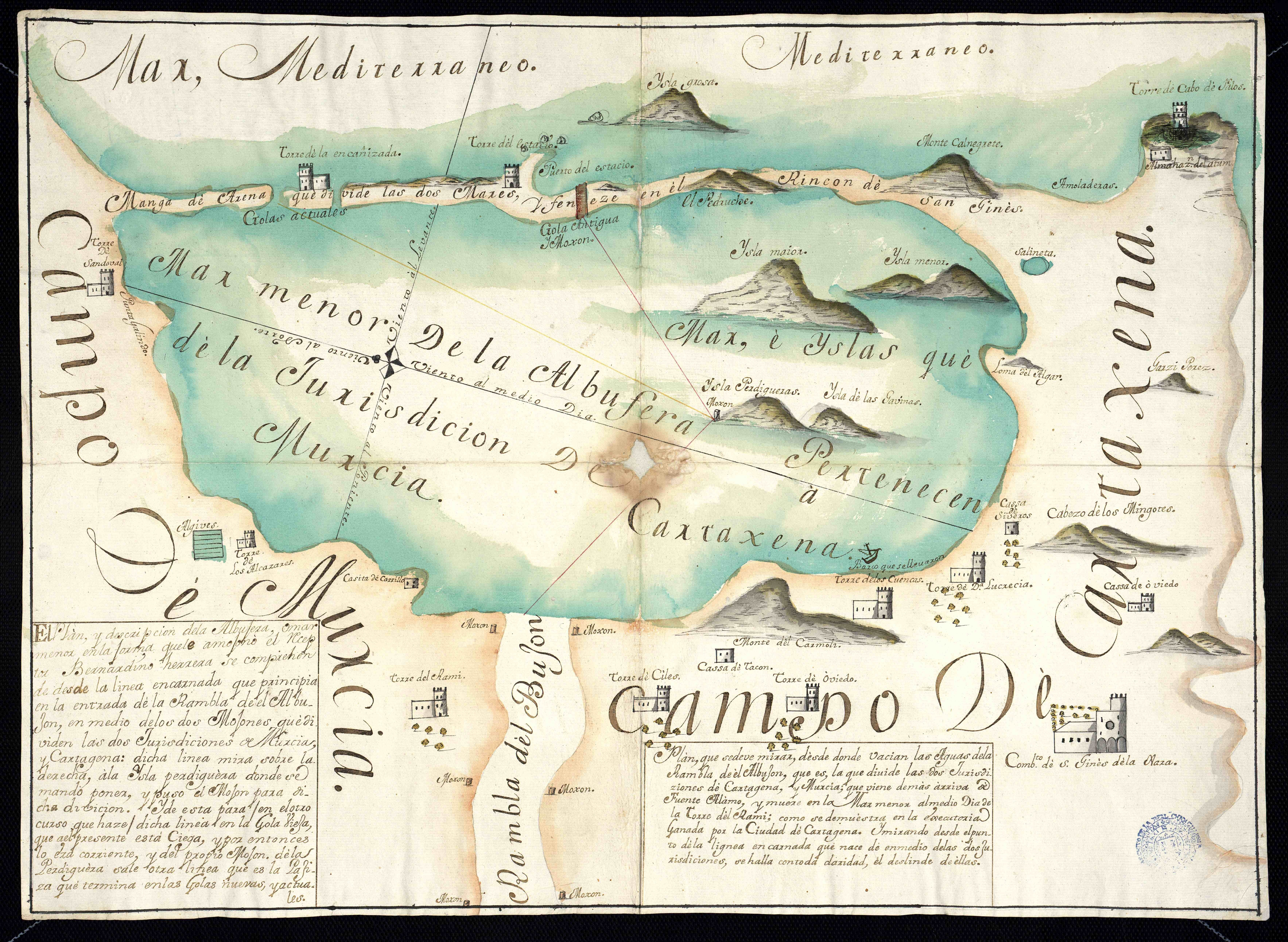
El Mar Menor, en un mapa del.

Durante la Edad Media se instalaron las primeras encañizadas para la pesca. En el siglo XIV, el libro de la montería de Alfonso XI de Castilla cita La Manga como lugar donde abundan jabalíes y venados.

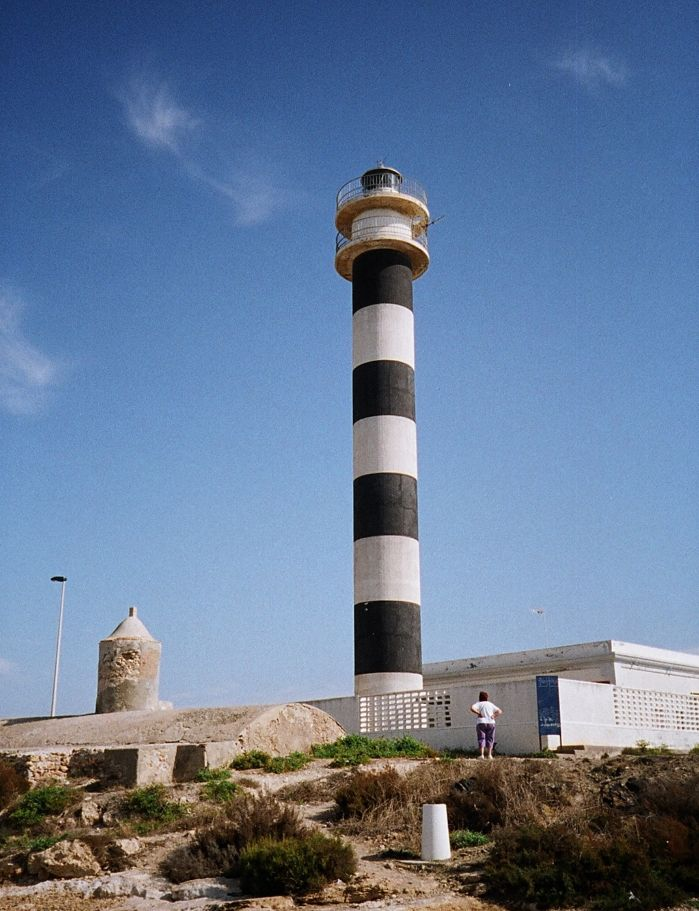
Faro del Estacio, edificado en lugar de la antigua torre

Los siglos XVI y XVII están marcados por la defensa del territorio contra las incursiones de la piratería berberisca. Durante los reinados de Carlos V y Felipe II se construyeron una serie de torres de vigilancia costera para prevenir estos ataques berberiscas a lo largo de La Manga. Estas torres eran: 
- Torre de Cabo de Palos, llamada de San Antonio. De planta hexagonal y construida en 1578. Desaparecida. Parte de sus sillares se utilizaron en la construcción del actual faro de Cabo de Palos en 1862.
- Torre del Estacio o de San Miguel. Terminada en 1601 y de planta circular, se situaba sobre una gola de comunicación entre el Mar Mediterráneo y el Mar Menor. Derribada en 1861 para la construcción del Faro del Estacio.
- Torre de la Encañizada. Situada como la anterior en una gola de comunicación entre el Mediterráneo y el Mar Menor, protegía una de las encañizadas. Planta circular. Desaparecida.
- Torre del Pinatar, situada en la playa de la Torre Derribada en el municipio de San Pedro del Pinatar. Construida en 1602. desaparecida.[22]

A finales del siglo XVI, para evitar que los piratas berberiscos utilizaran la vegetación para emboscarse, todo el sabinar de sabina de las dunas y enebro marítimo fue arrasado y La Manga quedó totalmente desprovista de su vegetación original.

### Edad Contemporánea

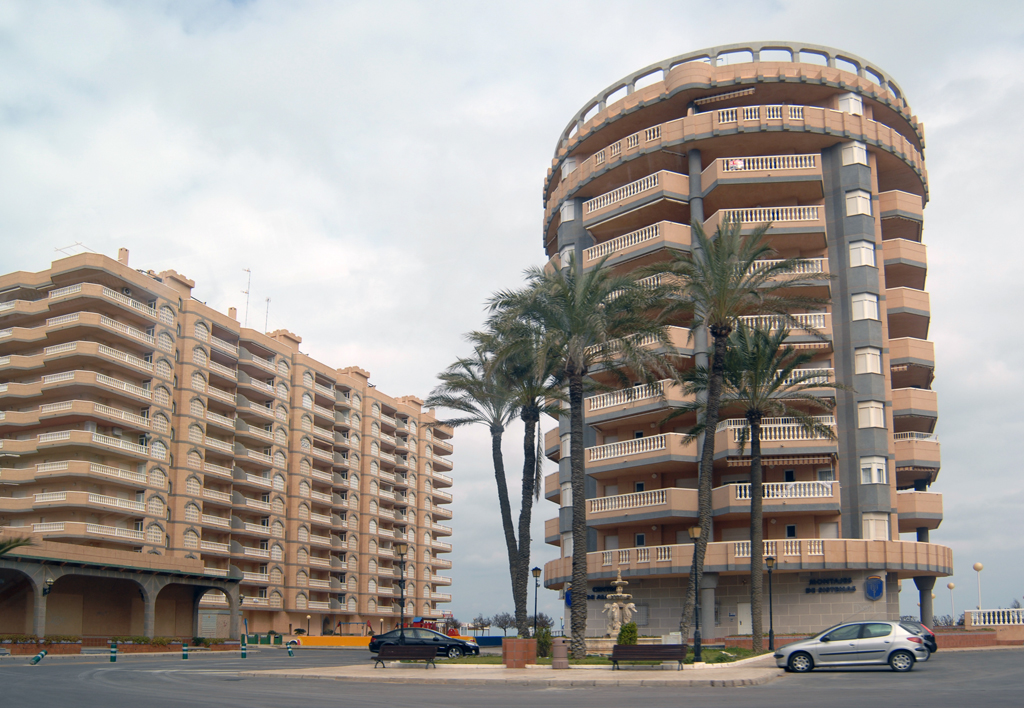
Edificios de La Manga, en la zona de Castillo de Mar.

El proceso de desamortización sacó a subasta pública los terrenos el 10 de enero de 1863 y fueron adquiridos por diversos propietarios, Miguel Zapata fue comprando las diversas zonas, heredadas por la familia Maestre. En 1956 Tomás Maestre Aznar consiguió disponer de casi todo el terreno y comenzó con el proceso para su urbanización. En 1956, la autarquía había llevado a España a la ruina económica. Para evitar la bancarrota, el régimen franquista dio paso a los llamados ‘tecnócratas’ que impulsaron el Plan de Estabilización de 1959 del cual resultó la promulgación de la Ley de Centros y Zonas de Interés Turístico Nacional de 1963.
En 1961, Maestre comienza a trabajar en un proyecto que contó con el apoyo de los ayuntamientos de San Javier y Cartagena, a los que pertenece La Manga, y la Delegación de Turismo en Murcia. El espaldarazo a su promoción fue la visita, a principios de 1963, del ministro de Información y Turismo, Manuel Fraga.
En 1963 la zona pasa a convertirse en Centro de Interés Turístico, pierde cualquier tipo de protección y Maestre, solucionados los aspectos financieros y de suministro de agua, inicia las obras de la urbanización de Los Cubanitos, Hotel Entremares -el primero de los hoteles, construido en 1966- y Galúa, así como bungalós.
Gracias a sus contactos en los círculos franquistas, el promotor consiguió que La Manga pasase a ser beneficiaria de créditos blandos del Estado por más de 11.000 millones de pesetas entre 1966 y 1975.
Esta zona de tierras de sedimentación estaba formada por dunas y vegetación de matorrales que llegaron sin ningún cambio hasta los años 60 del siglo XX, década en la cual el paraje fue promocionado para el turismo y las grandes construcciones comenzaron paulatinamente a poblar el paisaje considerando su posición estratégica entre dos mares.
Cuando Maestre Aznar consolidó su dominio en la totalidad de La Manga, encargó el proyecto al arquitecto Antonio Bonet Castellana para diseñar una zona turística de lujo que atrajera a visitantes extranjeros.
En 1970 contaba con quince viviendas pero en 1981 habían ascendido a 4730 lo que refleja una urbanización acelerada. A mediados de la década de los 70 del siglo XX en el contexto de la crisis económica conocida como la crisis del petróleo de 1973,  el modelo turístico concebido no se lleva a cabo ocasionando la partición de las tierras y la atomización de las iniciativas entre numerosos empresarios.
Con la llegada de la democracia el Congreso de los diputados había aprobado la Ley de Costas de 1988, que declaraba “dominio público no urbanizable” los cien metros de costa desde la línea del mar. El conflicto entre promotores, comunidad autónoma y los ayuntamientos de Cartagena y San Javier estaba asegurado.  A finales del siglo XX se podía considerar como el único espacio turístico especializado en la Región de Murcia que podía ofrecer más de 3000 plazas hoteleras.
Al final se ha producido un urbanismo sin control que ha hecho desaparecer playas y que ha tenido nefastas consecuencias en lo medioambiental: se produjeron vertidos de aguas fecales descargados durante años y un aumento de la presión turística. Además entre 1974 y 1975 para que pudieran entrar barcos más grandes al puerto deportivo Tomás Maestre, se amplió el canal del Estacio que provocó la disminución de la salinidad del Mar Menor y que especies del Mediterráneo colonizaran la laguna salada. También se produjo la desecación de espacios lagunares y se han perdido espacios pesqueros.

## Transporte

### Autobús

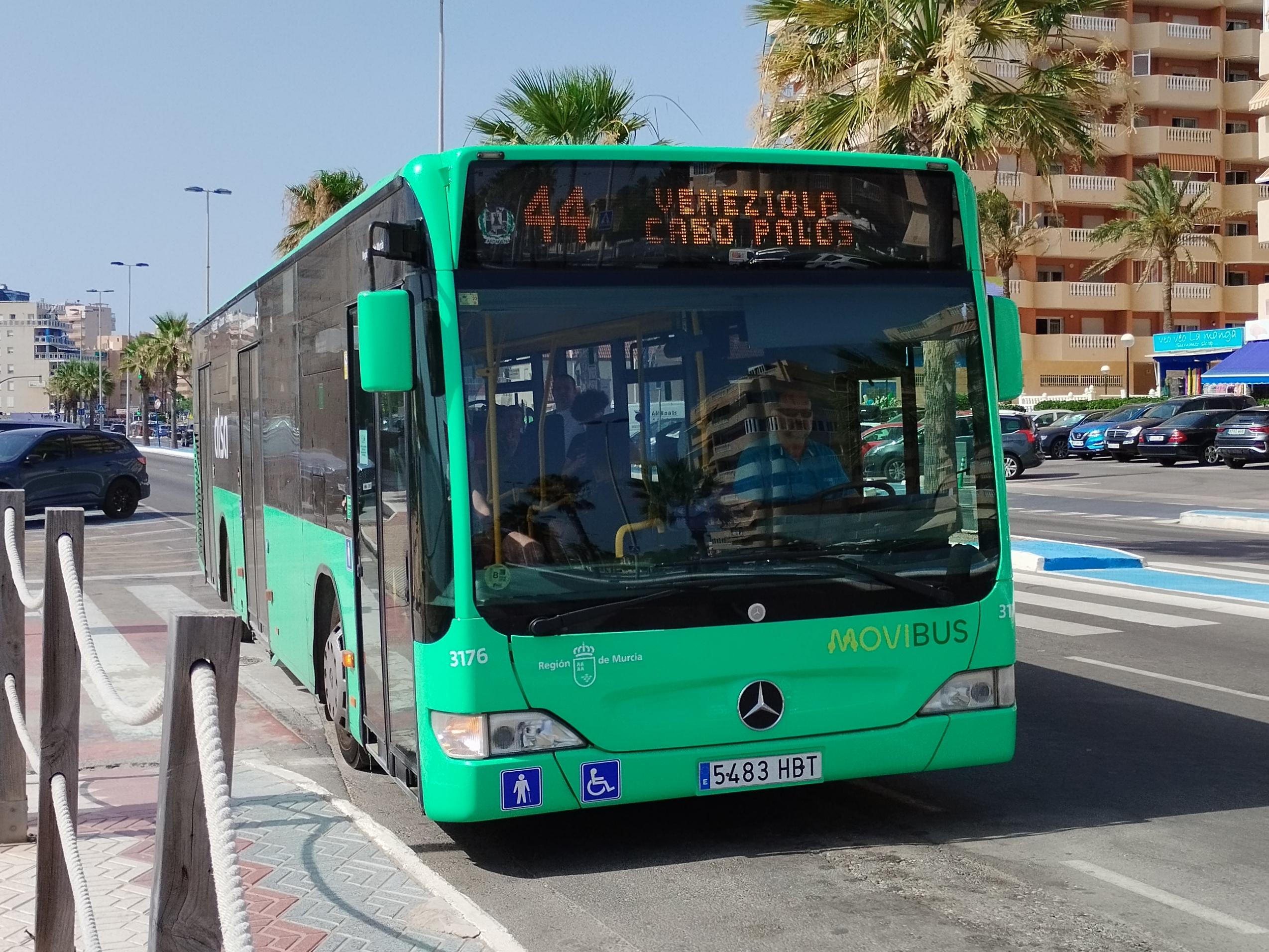
Un autobús interurbano en la parada del Pedruchillo.

El servicio de viajeros por carretera de la localidad se engloba dentro de la marca Movibus, sistema de transporte público interurbano de la Región de Murcia (España), que incluye los servicios de autobús de titularidad autonómica.
| Línea | Recorrido                                                                  | Operador       |
| ----- | -------------------------------------------------------------------------- | -------------- |
| 43    | Cartagena - Cabo de Palos - La Manga del Mar Menor                         | ALSA (TUCARSA) |
| 44    | Cabo de Palos - Pedruchillo - Puerto Tomás Maestre - Veneziola (Bus Manga) | ALSA (TUCARSA) |
| 22    | La Manga (Pedruchillo) - Los Urrutias (Búho Mar Menor / Solo verano)       | ALSA (TUCARSA) |

Además, presta servicio la siguiente línea interurbana:
| Línea     | Recorrido                       | Operador |
| --------- | ------------------------------- | -------- |
| MUR-083-2 | Murcia - La Manga del Mar Menor | Interbus |

También dispone de conexiones a destinos nacionales, desde las dársenas situadas junto a la plaza Cavanna:
| Línea   | Recorrido                                   | Operador   |
| ------- | ------------------------------------------- | ---------- |
| VAC-055 | Madrid - La Manga del Mar Menor             | ALSA       |
| VAC-213 | Santander - Bilbao - La Manga del Mar Menor | Bilman Bus |

## Economía

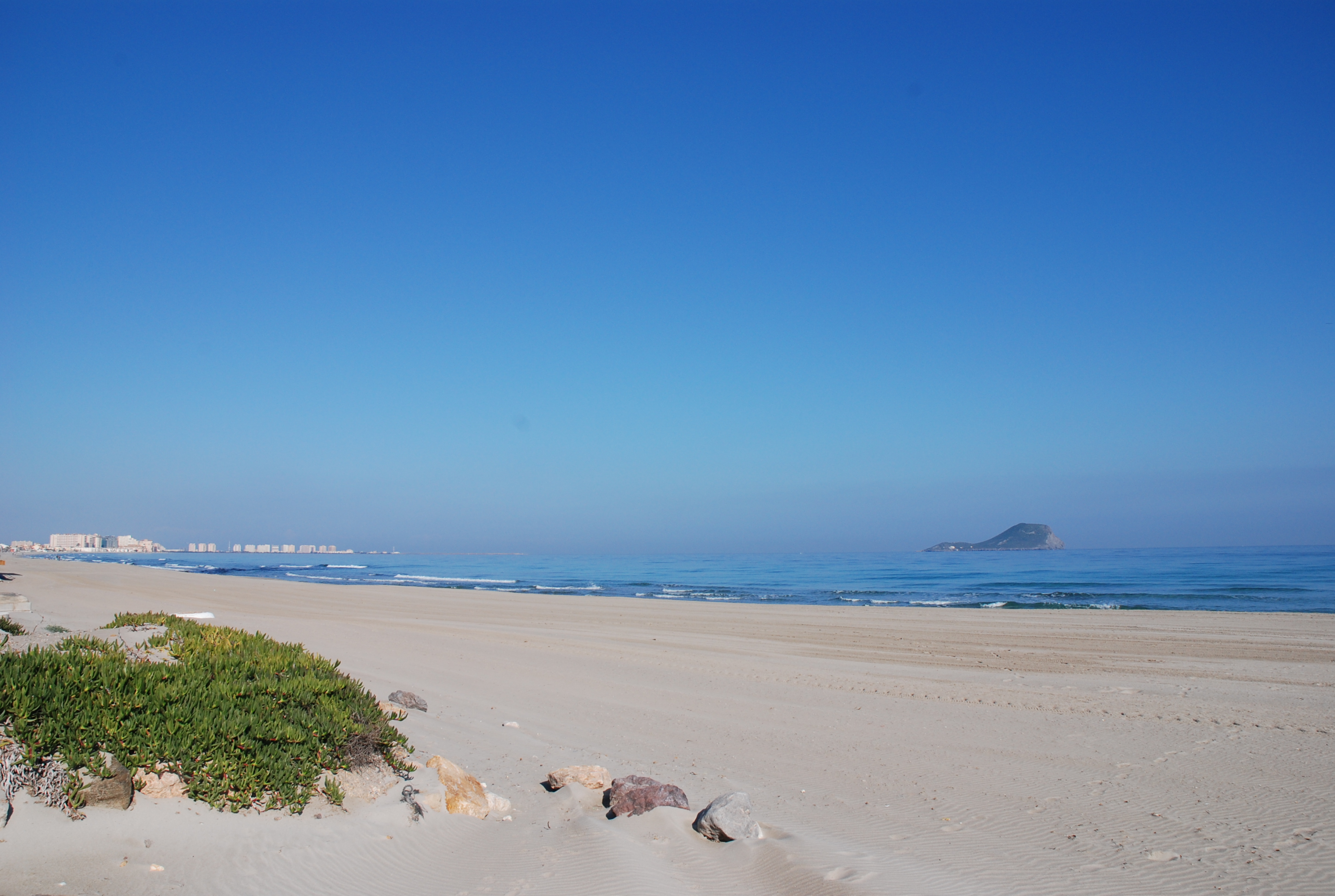
Playa de La Manga, con la Isla Grosa al fondo.

La principal actividad económica es el turismo y los servicios asociados al mismo, además se trata de una actividad temporal ya que durante los meses de verano la población puede superar los 200 000 habitantes y sin embargo durante el resto del año no suele llegar a los 14 000. Se trata del destino turístico de la Región de Murcia en el que a pesar de existir un gran número de viviendas de segunda residencia el número de turistas extranjeros sobrepasa al de los procedentes de la Región. La Manga ofertaba en 2019 más de un tercio de las plazas hoteleras de la Comunidad. En la zona del término municipal de Cartagena se disponía de 2.734 plazas hoteleras, más del 60%, mientras que en San Javier se ofertaban 1.752 plazas, casi el 40% restante.
Las actividades predominantes están relacionadas con las actividades de ocio existiendo una oferta considerable de actividades y deportes náuticos, destacando los de vela por las excelentes condiciones para su práctica que reúne el Mar Menor. Otras actividades muy solicitadas son el submarinismo o buceo y los balnearios terapéuticos. La gran biodiversidad que por las características de esta zona se concentra bajo el mar es un factor atrayente para los turistas. También se ofrece la mayor zona de lodoterapia al aire libre de Europa. Sus lodos se toman libremente en Las Charcas de las Salinas de San Pedro, en Lo Pagán. Respecto a la talasoterapia de las aguas del Mar Menor contienen mucha sal y son ricas en minerales, y son muy eficaces para combatir todo tipo de patologías relacionadas con las articulaciones.
Además al disponer de un clima cálido se pueden visitar sus numerosas y largas playas en diversos periodos vacacionales. 
La oferta de hoteles de todas las categorías y de innumerables restaurantes convierte a la hostelería en su principal área de servicios. Pero también las galerías comerciales y mercadillos, tiendas, ferreterías, náuticas y todo tipo de comercio relacionado con la práctica de deportes náuticos, además de los chiringuitos y discotecas a pie de playa, todo se ofrecen como un atractivo que añadir.
La gastronomía también es un aspecto importante de la economía ya que atrae a los turistas. Los platos típicos que podemos encontrar en La Manga son el caldero típico del Mar Menor, el "mojete murciano", los michirones y las carnes "al ajo cabañil". En los pescados destacan la dorada y el mújol. La calidad de la fruta, las verduras y hortalizas de la huerta de murcia y el Campo de Cartagena también prestan un saludable toque de color a los platos.

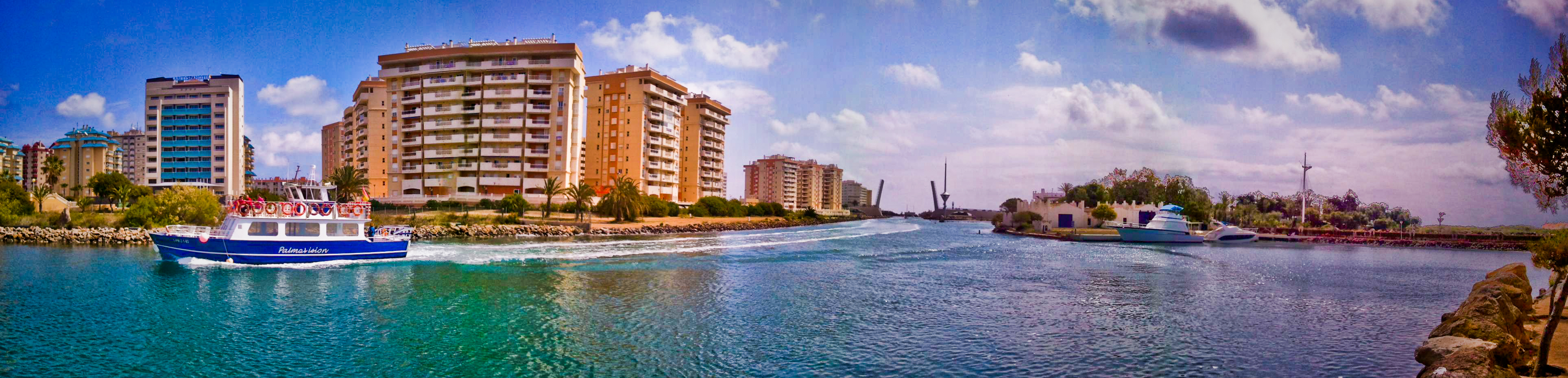
Canal del Estacio, con el puente levadizo al fondo.

## Filmografía
La promoción de la zona llevó a que se rodasen varias películas: en 1969 se rodó la película La vida sigue igual, dirigida por Eugenio Martín y protagonizada por Julio Iglesias y en 1970, En un lugar de la Manga, dirigida por Mariano Ozores y protagonizada por Manolo Escobar y Concha Velasco. En la década de 1980, se rodó la película erótica Al sur del edén, dirigida por Ismael González.

## Demografía
La Manga del Mar Menor ha experimentado un elevado ascenso de su población, debido sobre todo al turismo, llegando en temporada de verano a los 200 000 habitantes, aunque la población censada es de apenas 17 000 habitantes. En el año 2014 por primera vez la población desciende y se encuentra por debajo de los 17 000 censados, concretamente con 16 818 habitantes.
| Gráfica de evolución demográfica de La Manga del Mar Menor entre 1900 y 2023            |
|                                                                                         |
| Fuente Instituto Nacional de Estadística de España - Elaboración Gráfica por Wikipedia. |

## Administración local
Al pertenecer a los municipios de Cartagena y San Javier la oferta de servicios y la gestión de los mismos exige cierta colaboración entre ambos aunque no siempre coinciden en el desarrollo de los mismos. Las disfunciones que se producen ha originado movimientos ciudadanos que han solicitado su segregación. 

### Sobre la segregación

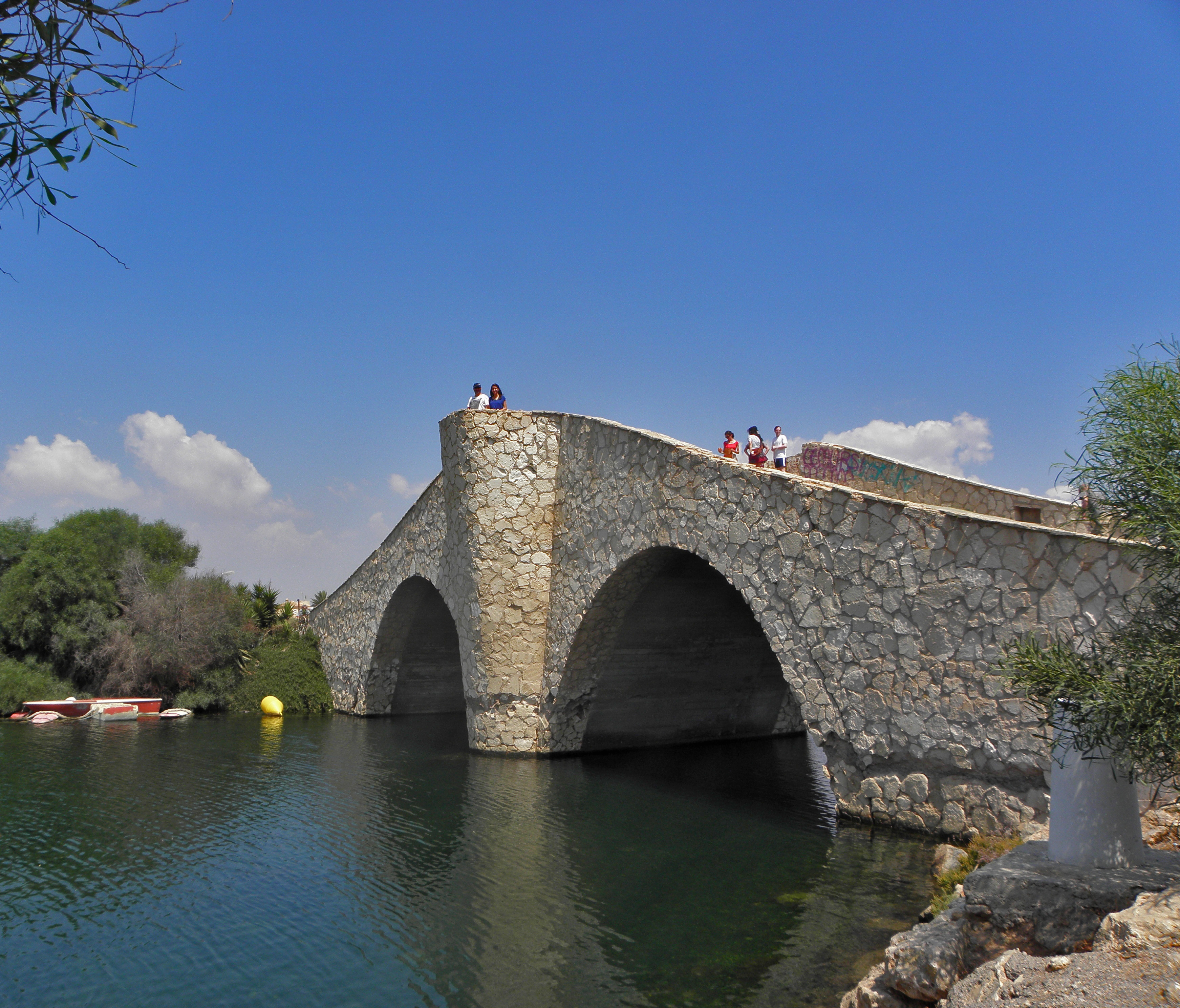
Imagen del Puente de la Risa, en la zona de Veneziola.

La Manga, como viene explicado en el párrafo anterior, está dividida entre dos municipios: Cartagena y San Javier. A Cartagena le corresponde desde el kilómetro 0 (límite sur de lo que sería la lengua de arena que se encuentra junto a Cabo de Palos), hasta el km 3/4 en una zona conocida como Monteblanco; desde este punto en adelante es al Ayuntamiento de San Javier al que le corresponde el mantenimiento de La Manga. Por estas curiosas circunstancias administrativas, en las que los núcleos de población distan a no menos de 30 km en el caso de Cartagena y a unos 50 km por carretera en el caso de San Javier (aunque por mar son menos de tres km.), hacen de La Manga una entidad difícil de gestionar. 
Por esto los ayuntamientos de estos dos municipios colaboran conjuntamente en el mantenimiento de playas, viales, etc. conocido como El Consorcio, pero aunque la población de La Manga (cuando nos referimos a La Manga sólo es el brazo de arena, no los pueblos del litoral del Mar Menor) fluctúa a lo largo del año, ya que aumenta en periodos vacacionales de los periodos que no lo son, cada vez más personas, poco a poco, lo están convirtiendo en el lugar de residencia habitual, tanto por gente de la zona como por extranjeros. Y son estos los que han evidenciado que no hay servicios el resto del año (tan eficaces como son en verano), esto ha llevado que no sólo La Manga, como ente urbano, sino también ciertas poblaciones dependientes de Cartagena tales como Cabo de Palos, Los Belones y otras de la diputación del Rincón de San Ginés hayan pedido la segregación de ésta, y la formación de otro municipio aglutinante de éstos con sede en La Manga, con el nombre de Dos Mares. Las características de la ley sobre la formación de municipios, tales como lejanía del casco de urbano del municipio dependiente o también respecto a los servicios deficientes (sólo en otoño-invierno) no han servido para que las peticiones al Estado les permitieran formarse como municipio, siendo rechazadas por el Tribunal Superior de Justicia de Murcia y definitivamente, ante recurso de casación, por el Tribunal Supremo.